# 빌리 스트레이혼
빌리 스트레이혼(영어: Billy Strayhorn, 1915년 11월 29일 ~ 1967년 5월 31일)은 미국의 재즈 작곡가, 피아니스트, 작사가, 편곡가로, 거의 30년 동안 지속된 밴드 리더 겸 작곡가 듀크 엘링턴과의 오랜 협업으로 가장 잘 기억되었다. 그의 작곡은 〈Take the "A" Train〉, 〈Chelsea Bridge〉, 〈A Flower Is a Lovesome Thing〉, 그리고 〈Lush Life〉이다.